# DR-Baureihe VT 4.12
Mit VT 4.12 (Bauart Bautzen) wurden zwei vierachsige Verbrennungs-Leichttriebwagen der Deutschen Reichsbahn bezeichnet. Es waren 1963 entwickelte Probemuster, die später unter der Baureihen-Bezeichnung 173 001 und 002 zum Einsatz kamen.

## Technische Daten

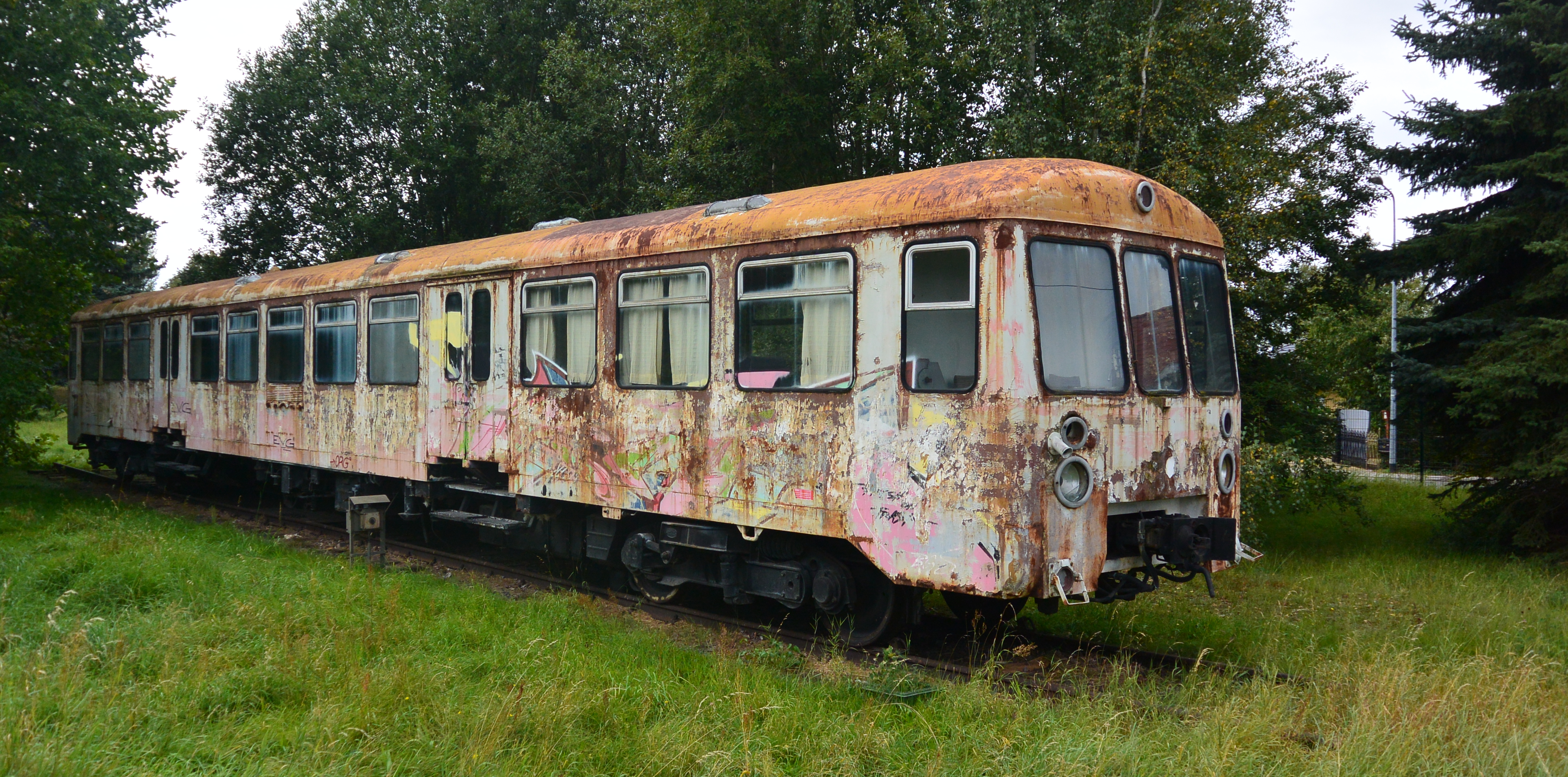
VT 4.12.01 (173 001)

Die 24 Meter langen Verbrennungstriebwagen hatten zwei zweiachsige Drehgestelle. Die Antriebsanlagen bestanden aus zwei unterflur angeordneten wassergekühlten Sechszylinder-Viertakt-Dieselmotoren mit je 147 kW Leistung (173 001) und 162 kW Leistung (173 002). Jeder Motor trieb den jeweils innenliegenden Radsatz eines Drehgestelles an. Aufgrund der damals verhältnismäßig hohen Antriebsleistung hatten die Fahrzeuge ein gutes Beschleunigungsvermögen und eine Höchstgeschwindigkeit von 125 km/h (auf DR-Strecken betrug die maximale Höchstgeschwindigkeit 120 km/h). Die Fahrzeuge unterschieden sich bei der Sitzplatzaufteilung. Im ersten Prototyp wurden ausschließlich Sitzplätze der zweiten Klasse eingebaut. Im ersten Prototyp gab es 84 Sitzplätze und 116 Stehplätze. Im zweiten Prototyp wurden neun Sitzplätze der 1. Klasse eingebaut und durch eine Trennwand zur 2. Klasse abgeteilt (alles Rauchersitzplätze) und 56 Sitzplätze der 2. Klasse, getrennt nach Raucher- und Nichtraucherabteil. Im 173 001 gab es nur eine Toilette, der 173 002 hatte zwei gegenüberliegende Toiletten. Der Wagenkasten war in Stahlleichtbauweise mit Stahl St 38 gefertigt.
Es waren Steuerwagen geplant, diese wurden aber nie gebaut.
Die beiden Wagen unterschieden sich somit in einigen Details. So war die Stirnseite unterschiedlich gestaltet. Der zweite Triebwagen hatte im Unterschied zum ersten ein überstehendes Sonnenschutzdach, um die Ecke gezogene Seitenfenster, Leuchten neben- statt übereinander, Führerhaustüren, heruntergezogene Schürze. Nach einem Unfall 1973 wurde die Stirnfront des 173 002 verändert. Der 173 001 hatte zunächst eine Farbgebung in Rot mit weißem Fensterband, später erhielt er eine Farbgebung in Lichtgrau mit blauer Schürze und vier blauen Zierstreifen.

## Verwendung und Verbleib

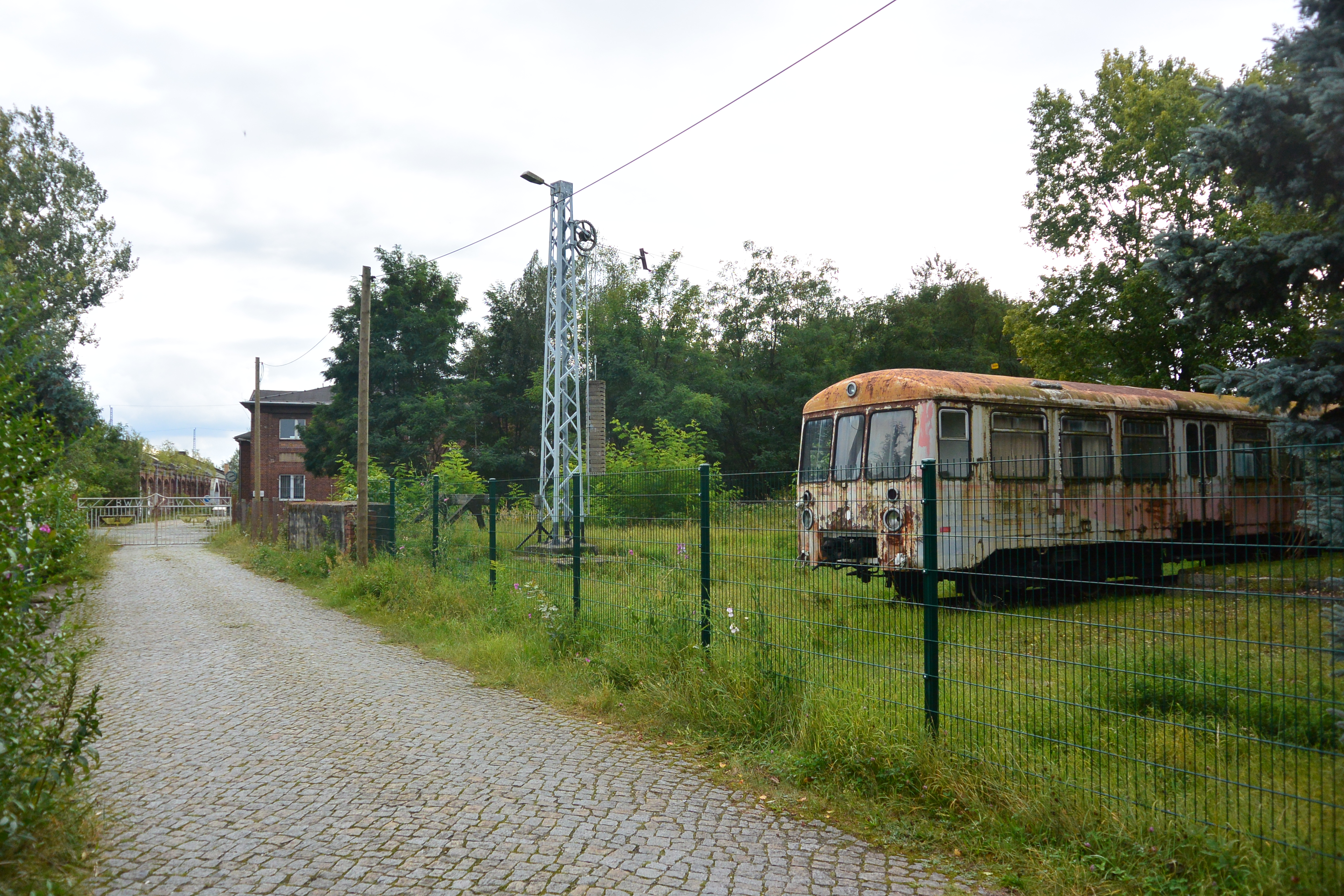
VT 4.12.01 (173 001) im ehemaligen Betriebswerk Hoyerswerda

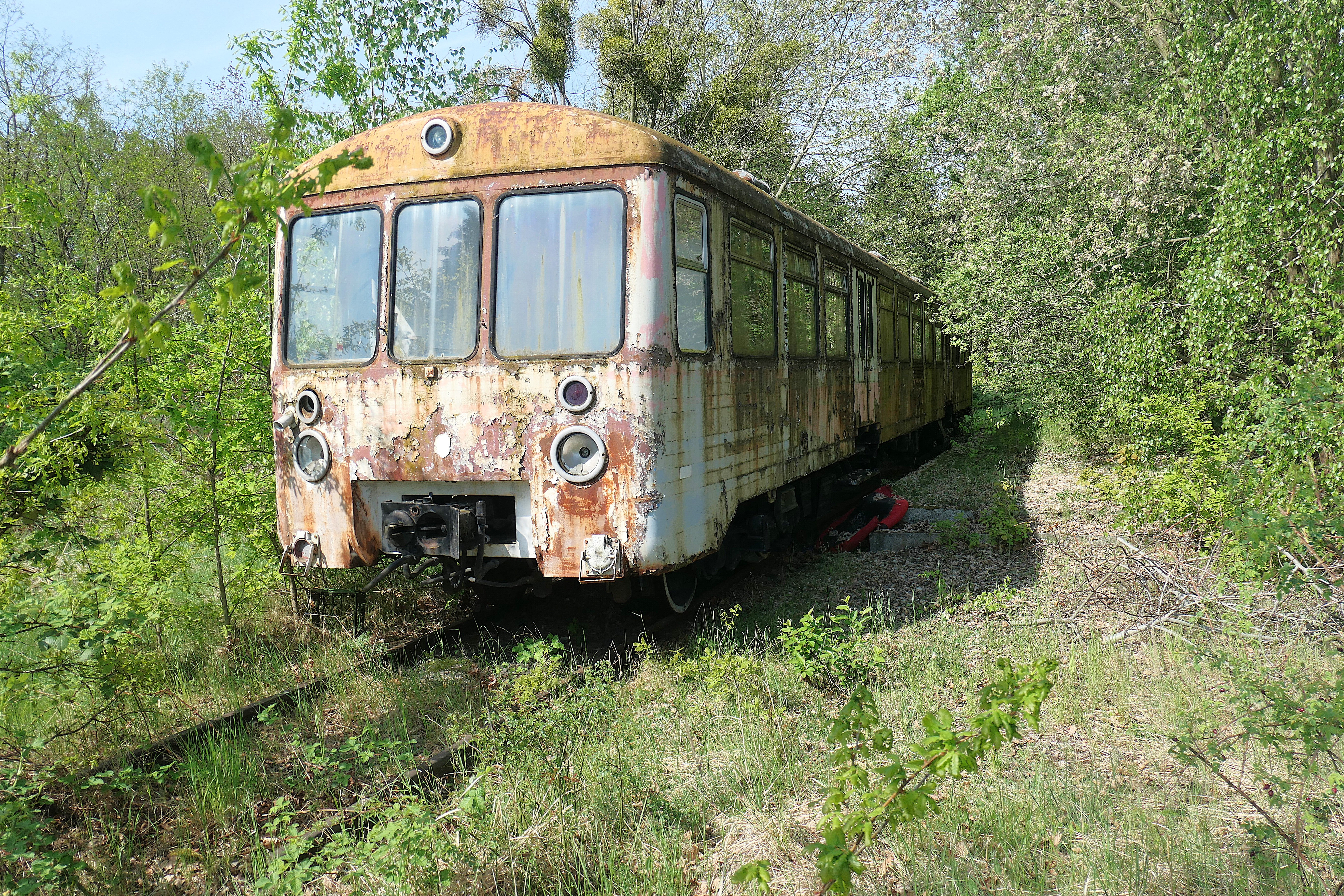
VT 4.12.01 (173 001) im ehemaligen Betriebswerk Hoyerswerda, Zustand Anfang Mai 2025

Eine Serienproduktion erfolgte nicht, da sich die Deutsche Reichsbahn für den Weiterbau des zweiachsigen Schienenomnibus der Bauart Bautzen (DR-Baureihe VT 2.09) entschied und so keine Produktionskapazitäten für eine Serienproduktion vorhanden war. Als Beiwagen für den Einsatz diente ein umgebauter ehemaliger Triebwagen, der zunächst als VB 147 081, ab 1970 als 197 821 geführt wurde. Beide Prototypen sind in den 1970er Jahren aus dem Betriebsdienst ausgeschieden, wurden jedoch nicht verschrottet. Sie sind heute (2023) noch in unterschiedlichen, nicht betriebsfähigen, Zuständen erhalten. Der 173 001 steht im ehemaligen Bw Hoyerswerda, der 173 002 beim Waggonbau Dessau. Das Fahrzeug 173 001 wurde im Frühjahr 2017 zum Verkauf angeboten.
Anfang 2018 wurde nach Angaben von Hoyerswerdaer Bürgern noch kein Käufer für das Fahrzeug gefunden, und es befindet sich in seinem ursprünglichen Stand. Er befindet sich auf einem vom Bw-Gelände abgegrenzten Gleisstück, sodass die Bergung des Fahrzeuges ähnlich schwierig wie bei der jahrelang neben ihm abgestellten 23 1019 ausfallen würde.
Auch 2025 ist der Triebwagen, wenn auch schon stark zugewachsen und mit abgeblättertem Lack, noch vorhanden. Offensichtlich hat die Verkaufsoffensive von 2017 keinen Erfolg gebracht.  

## Trivia
In der Nenngröße N fertigte der Modellbahnhersteller Piko die nie real existierenden Steuerwagen als Modell.